# Resolutie 650 Veiligheidsraad Verenigde Naties
Resolutie 650 van de Veiligheidsraad van de Verenigde Naties werd unaniem aangenomen op 27 maart 1990. De resolutie verbreedde het mandaat van de ONUCA-waarnemersgroep in Centraal-Amerika en stuurde ook meer manschappen.

## Achtergrond
Begin jaren 1980 waren de landen Nicaragua, Honduras en ook El Salvador in conflict met elkaar. In Nicaragua voerden allerlei groeperingen een gewapende strijd tegen de overheid. Die groeperingen werden heimelijk gesteund door de Verenigde Staten. Die laatsten gingen ook een overeenkomst aan met Honduras tegen communistische bewegingen in Nicaragua en El-Salvador.
Colombia, Mexico, Panama en Venezuela lanceerden toen de Contadora-groep, een initiatief om de conflicten in Centraal-Amerika te bezweren. Begin 1989 tekenden vijf Centraal-Amerikaanse presidenten, die van Costa Rica, El Salvador, Guatemala, Honduras en Nicaragua een overeenkomst waarin ze democratisering, een staakt-het-vuren en vrije verkiezingen beloofden.
Ze vroegen ook een waarnemingsmacht aan de Verenigde Naties om toe te zien op de uitvoering van de overeenkomst. Die macht, ONUCA, controleerde of de steun aan rebellengroepen was opgedroogd en of de landen nog toelieten dat vanuit hun grondgebied andere landen werden aangevallen. ONUCA bleef actief tot januari 1992.

## Inhoud
De Veiligheidsraad:
- herinnert aan de resoluties 637 en 644;
- herhaalt zijn steun aan het vredesproces in Centraal-Amerika en prijst de inspanningen hiertoe van de Centraal-Amerikaanse staatshoofden;
- dringt er bij alle partijen op aan om de gesloten overeenkomst na te komen, in het bijzonder wat betreft de regionale veiligheid, en herhaalt de missie van goede diensten van de secretaris-generaal Javier Pérez de Cuéllar in het gebied volledig te steunen;
- waardeert de inspanningen die de secretaris-generaal tot nog toe doet om onder meer vrijwillige demobilisatie, herhuisvesting en repatriëring te bevorderen;

1. keurt het rapport van de secretaris-generaal goed;
2. besluit, in overeenstemming met het rapport, om het mandaat van ONUCA te verbreden en de troepenmacht uit te breiden, om zo te kunnen meewerken aan de demobilisatie van het Nicaraguaanse verzet;
3. vraagt de secretaris-generaal om de Veiligheidsraad op de hoogte te houden van de vorderingen.

## Verwante resoluties
- Resolutie 637 Veiligheidsraad Verenigde Naties (1989)
- Resolutie 644 Veiligheidsraad Verenigde Naties (1989)
- Resolutie 653 Veiligheidsraad Verenigde Naties
- Resolutie 654 Veiligheidsraad Verenigde Naties

Lijst ·  647 ·  648 ·  649 ·  650 ·  651 ·  652 ·  653 ·  654 ·  655 ·  656 ·  657 ·  658 ·  659 ·  660 ·  661 ·  662 ·  663 ·  664 ·  665 ·  666 ·  667 ·  668 ·  669 ·  670 ·  671 ·  672 ·  673 ·  674 ·  675 ·  676 ·  677 ·  678 ·  679 ·  680 ·  681 ·  682 ·  683